# Royal Ordnance Factory

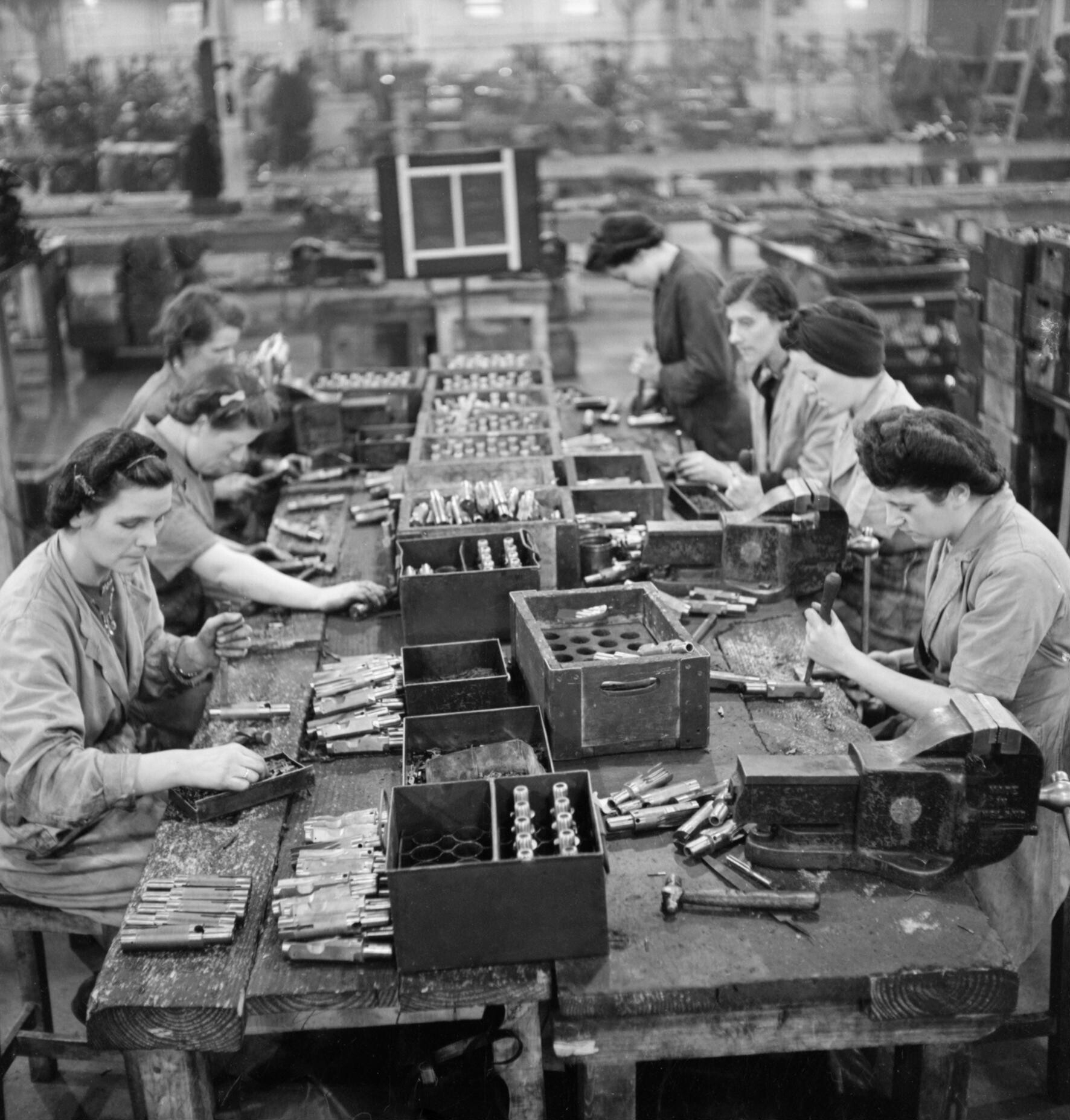
Operaie della Royal Ordnance Factory Fazakerley, vicino a Liverpool, nel 1943

Royal Ordnance Factories (ROF) sono state una rete di fabbriche di armi e munizioni create dal governo del Regno Unito poco prima della seconda guerra mondiale. Sono state amministrate prima dal Ministero dell'approvvigionamento e successivamente dal Ministero della difesa, prima di essere privatizzate nel 1987.

## Storia
Prima degli anni '30, la capacità di produzione di ordigni della Gran Bretagna era concentrata all'interno del Royal Arsenal di Woolwich. Alla fine del XIX secolo, il termine "Royal Ordnance Factories" iniziò ad essere utilizzato collettivamente per i dipartimenti di produzione dell'Arsenale, principalmente il Royal Laboratory, la Royal Gun Factory e la Royal Carriage Works, che, sebbene condividessero lo stesso sito, operavano indipendentemente l'uno dall'altro. Questo uso del termine si vede nel nome del Royal Ordnance Factories Football Club del 1893 e continuò durante la prima guerra mondiale. L'emergente minaccia di bombardamenti aerei spinse il governo a prendere in considerazione la possibilità di disperdere le sue fabbriche di ordigni in tutto il paese.
La maggior parte dei ROF furono costruite durante il periodo di riarmo, poco prima dell'inizio della seconda guerra mondiale, per migliorare la capacità dei tre siti di artiglieria che avevano continuato a funzionare dopo la fine della prima guerra mondiale: il Royal Arsenal di Woolwich, la Royal Gunpowder Factory (RGPF) di Waltham Abbey nell'Essex e la Royal Small Arms Factory (RSAF) di Enfield. Questi tre siti si trovavano a Londra o nelle vicinanze ed erano considerati vulnerabili ai bombardamenti aerei provenienti dall'Europa continentale.

## Ubicazione
I nuovi ROF dovevano essere costruiti in aree considerate "relativamente sicure". Fino al 1940, questo significava da Bristol, a sud, e poi a ovest di una linea che correva da (all'incirca) Weston-super-Mare, nel Somerset, verso nord fino a Haltwhistle, Northumberland; e poi verso nord-ovest fino a Linlithgow, in Scozia. Il sud, il sud-est e l'est dell'Inghilterra erano considerati "pericolosi" e l'area delle Midlands, compresa Birmingham, "non sicura". Questa definizione di area "sicura" fu successivamente modificata e nel 1940 ignorata nel caso del ROF Chorley. 
L'ubicazione dei singoli ROF a nord e a ovest di questa linea era di vitale importanza. I ROF coinvolti nella fabbricazione o nel riempimento di esplosivi devono, per motivi di sicurezza, essere situati lontano dai centri abitati. Avevano bisogno di accedere a buoni collegamenti di trasporto, come le ferrovie, la disponibilità di lavoratori adeguati a una distanza ragionevole di viaggio e un'abbondante fornitura garantita di acqua di processo pulita. Per evitare il pericolo di esplosivi congelati, tendevano ad essere posizionati al livello del mare o appena al di sopra. Alcuni ROF situati in Galles e Scozia sono stati il risultato di pressioni politiche poiché queste aree avevano alti tassi di disoccupazione negli anni '30. I ROF erano sorvegliati da quella che sarebbe diventata la Polizia del Ministero della Difesa.

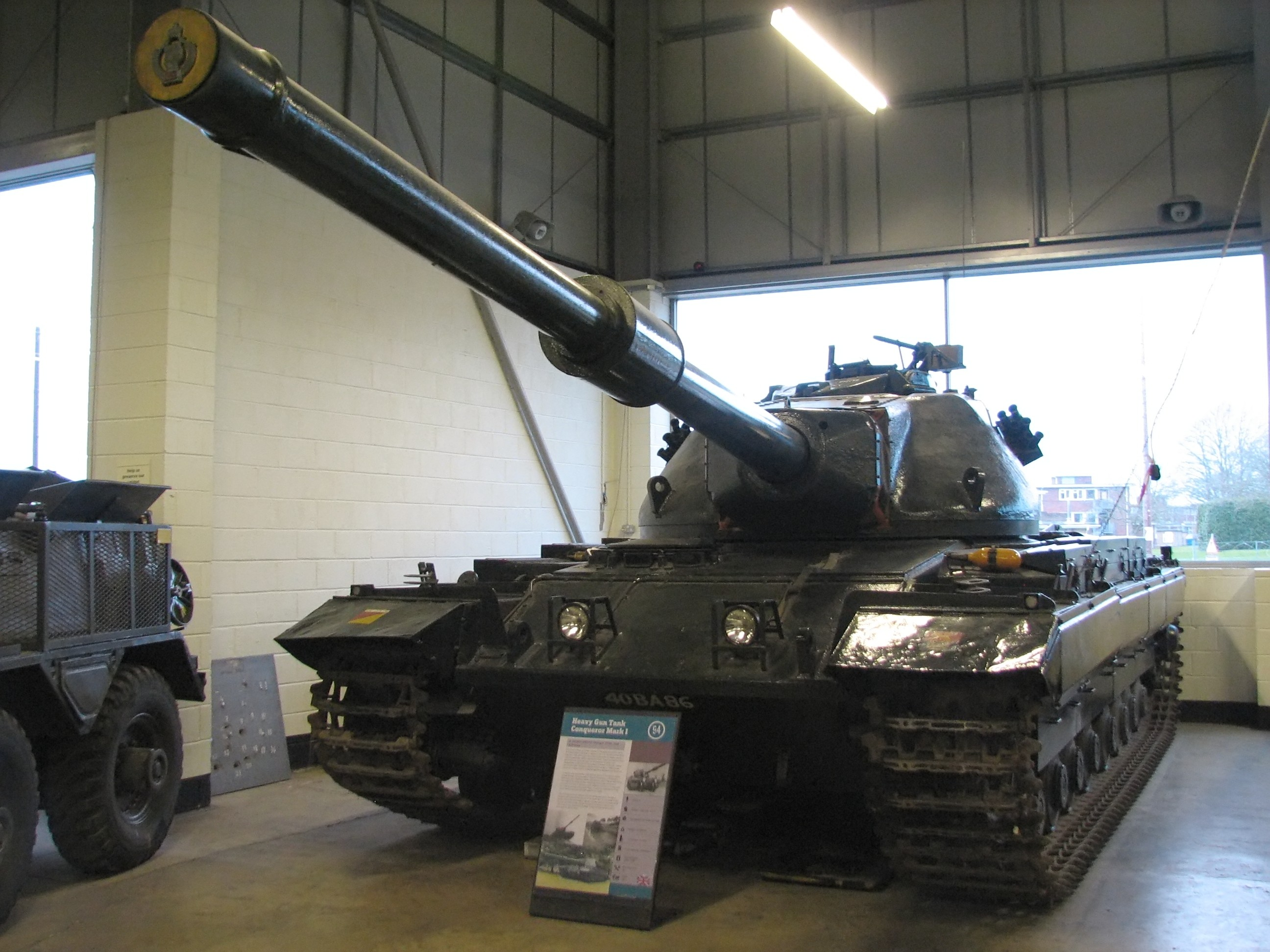
Il Conqueror, un prodotto delle Royal Ordnance Factories (1955-1959)

Il Royal Arsenal progettò molti dei ROF e fu anche l'agente per la costruzione di tutti i ROF Rifles, del ROF Medium Machine e del Rof Small Arms Ammunition. Il Ministero degli Approvvigionamenti, il Ministero dei Lavori e altre due società private furono agenti per la costruzione dei ROF rimanenti. 
Furono costruite oltre quaranta fabbriche. Nel Galles c'erano sette stabilimenti ROF:
- ROF Bridgend[1] (Bridgend, Glamorgan)
- ROF Cardiff[2] (Llanisien, Cardiff, Glamorgan)
- ROF Glascoed[3] (Glasgoed, Monmouthshire)
- ROF Hirwaun[4] (Hirwaun, Glamorgan)
- ROF Newport (Newport, Monmouthshire)
- ROF Pembrey[5] (Pembrey, Carmarthenshire)
- ROF Wrexham [6][7] (Wrexham, Denbighshire)

## Forza lavoro

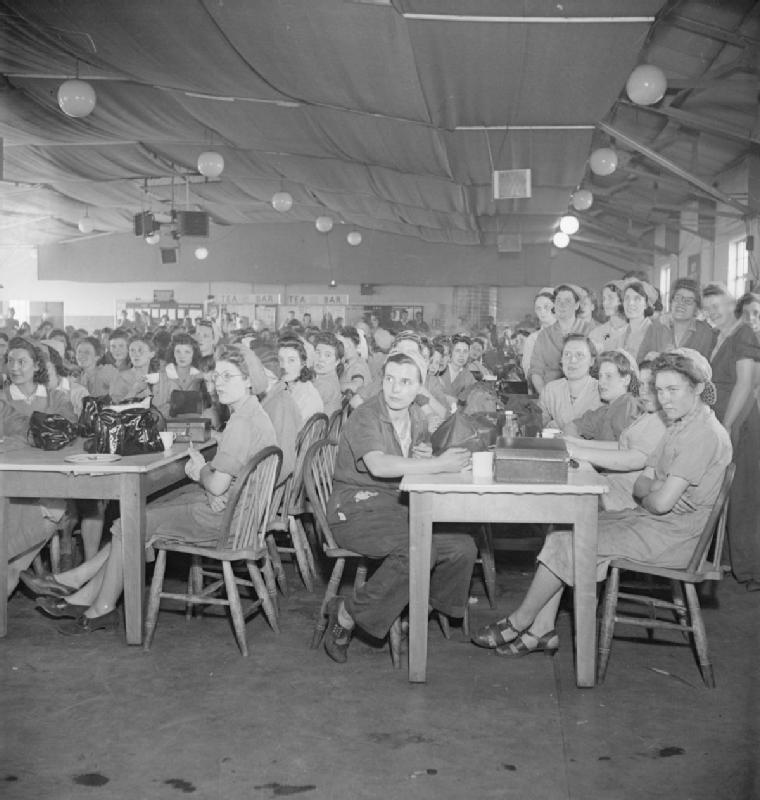
Mensa operaia del ROF, 1943

Nel 1942, Sir Andrew Duncan riferì alla Camera dei Comuni che 300.000 persone erano impiegate nelle 42 fabbriche della Royal Ordnance (24 fabbriche di ingegneria, 8 di esplosivi e 10 di riempimento), di cui il 60% erano donne. Molte erano ragazze con istruzione secondaria. I parlamentari espressero preoccupazione per il gran numero di lavoratori che occupavano fabbriche e ostelli per lavoratori progettati con una capacità inferiore, e sostennero la necessità di mantenere gli spazi aperti negli ostelli nel caso in cui le case dei lavoratori venissero distrutte in un blitz.

## Nel dopoguerra
Molti Rofs dovevano essere temporanei. Chiusero rapidamente dopo la fine della seconda guerra mondiale. Altri erano stati progettati come permanenti e rimasero in funzione molto più a lungo. Nel 1957, un libro bianco del nuovo Segretario alla Difesa, Duncan Sandys, portò alla riorganizzazione dell'industria aeronautica, alla ristrutturazione dell'esercito britannico e a un focus sui sistemi missilistici. Diversi Rom "permanenti" chiusero alla fine degli anni '50 e altri negli anni '70.
I ROF temporanei, o ROF permanenti chiusi negli anni '50 e '70, sono stati spesso rilevati da altri dipartimenti governativi. Alcune delle fabbriche di esplosivi dei ROF e dell'Ammiragliato, come la Royal Navy Propellant Factory a Caerwent, nel Monmouthshire, furono rilevate dal Ministero della Difesa come magazzini di munizioni; altri sono stati rasi al suolo e il terreno è stato utilizzato, ad esempio, per costruire prigioni.
Parte del Thorpe Arch OF, situato vicino a Thorpe Arch e Boston Spa, West Yorkshire, divenne un deposito della British Library. Parte del ROF a Swynnerton, nello Staffordshire, divenne un centro di addestramento per i telefoni dell'ufficio postale generale (ora Yarnfield Park Training and Conference Centre, gestito da Accenture), mentre un altro divenne un centro di addestramento per l'esercito britannico. L'Elstow ROF (a sud di Bedford) divenne un magazzino per il Central Electricity Generating Board. Il sito è stato ora decontaminato e convertito per diventare la nuova città di Wixams nel 2008.